# Tatsuyuki Maeda
Tatsuyuki Maeda (前田 龍之 Maeda Tatsuyuki - 11 de junio de 1968) es un compositor y diseñador de sonidos japonés que ha trabajado mayormente para Sega, participando en conocidos videojuegos como en la serie Sonic the Hedgehog, Dragon Force o Skies of Arcadia.

## Historia

### Carrera profesional
Tatsuyuki Maeda se unió a Sega en 1992, marcando el inicio de su carrera en la composición musical para videojuegos. Su primera obra conocida fue la banda sonora completa para un juego inédito de Mega Drive llamado Devi & Pii. En este proyecto, Maeda trabajó de manera independiente bajo el paraguas de Chikako Kamatani. En el juego, fue acreditado con el seudónimo de Ryunosuke (龍之介), con el que firmaría varias de sus composiciones y que es una interpretación alternativa de algunos kanji de su nombre Tatsuyuki (龍之), usándolo así posteriormente en obras como Golden Axe III y Seima Densetsu 3x3 Eyes.
Después de contribuir en el videojuego Kuni Chan no Game Tengoku Part 2 para la Game Gear, Maeda se unió a un equipo de compositores para Golden Axe III, donde colaboró con Naofumi Hataya, el cual ha elogiado en varias ocasiones a Maeda por componer el tema "Desert". Maeda también compuso música para otros escenarios, como Dim Jungle y Bloody Street, así como temas recurrentes y efectos sonoros para el juego.
Más adelante, en 1994, participaría en la banda sonora de la tercera entrega del famoso erizo de Sega, el Sonic the Hedgehog 3 y también en el menos conocido J.League Pro Striker 2, un proyecto donde trabajó en solitario. El disco de la BSO de este último videojuego, sería publicado en la revista Super Famicom Magazine: New Game Sound Museum de agosto de 1994, siendo su primera publicación enteramente como compositor.
En 1994, Maeda también ampliaría su trabajo al sistema Pico, destacando con Soreike! Anpanman: Eigo a Nakayoshi 2 Tanoshii Carnival y continuando su contribución regular en juegos para este sistema, hasta al menos 1998. Su predilección por las películas animadas de Disney se reflejó en su participación en varios juegos basados en estas obras, como Mickey to Ooki na Furudokei, Dumbo no Waku Waku Circus!!, y Peter Pan Neverland e Ikou!.
Maeda continuó compartiendo su talento en todas las consolas Sega dirigidas al mercado japonés, trabajando en títulos como Super Columns y Ninku para Game Gear, así como en la serie Sonic con Sonic 3D Blast para Mega Drive. Su obra más destacada durante esta época fue en la Sega Saturn, donde se encargó de los juegos clásicos Astal y Dragon Force, este último marcando su primera y última incursión en canciones vocales. Aunque menos conocido, también participó en los efectos de sonido de Advanced World War: Sennen Teikoku no Koubou y Sakura Wars 2: Thou Shalt Not Die.
En Dreamcast, Maeda centró su atención en efectos de sonido con esporádicas contribuciones musicales, participando en Sonic Adventure, Atsumare! Guru Guru Onsen y Daytona USA 2001. Su contribución más destacada para la consola fue en Eternal Arcadia donde, aunque sus temas no alcanzaron la misma notoriedad que las del compositor principal Yutaka Minobe, aportó temas significativos como "Sky Pirate Isle", "Battle" 1 y 2, y temas de personajes para Galcian, Drachma, Gilder y Enrique. Parte de su música también fue reutilizada en programas de noticias de televisión.

## Obras
Para la siguiente lista de videojuegos, Maeda aparece en los créditos en diferentes categorías relativas al apartado sonoro, siendo en algunos de ellos el compositor.

### Videojuegos
- Devi & Pii (Mega Drive; 1992) — Efectos sonoros
- Kuni Chan no Game Tengoku Part 2 (Game Gear; 1992) — Música y efectos sonoros
- Golden Axe III (Mega Drive; 1993) — Música y efectos sonoros (como RYUNOSUKE)[13]
- Seima Densetsu 3x3 Eyes (Mega-CD; 1993) — Mención especial
- Sonic the Hedgehog 3 (Mega Drive; 1994) — Equipo de sonido[14]
- J.League Pro Striker 2 (Mega Drive; 1994) — Música y efectos sonoros
- Sonic & Knuckles (Mega Drive; 1994) — Equipo de sonido de Sega[15]
- Soreike! Anpanman: Eigo to Nakayoshi 2 Tanoshii Carnival (Pico; 1994) — Director de sonido
- Space Harrier (32X; 1994) — Mención especial[16]
- After Burner Complete (32X; 1995) — Programador de sonido[17]
- Victory Goal (Saturn; 1995) — Mención especial
- Panzer Dragoon (Saturn; 1995) — Voces[18]
- Mickey to Ooki na Furudokei (Pico; 1995) — Director de sonido
- Astal (Saturn; 1995) — Música y efectos sonoros
- Super Columns (Game Gear; 1995) — Efectos sonoros
- Ninku (Game Gear; 1995) — Efectos sonoros
- Sanrio Puroland de Dance Carnival: Minna de o-Ryouri o-Saihou (Pico; 1995) — Música y efectos sonoros
- Ninku Gaiden: Hiroyuki Daikatsugeki (Game Gear; 1995) — Director de sonido
- Yukai na Mori no Packet (Pico; 1996) — Director de sonido
- Dragon Force (Saturn; 1996) — Música y efectos sonoros
- Sonic 3D: Flickies' Island (Mega Drive; 1996) — Música y efectos sonoros
- Nurie Daisuki! Dumbo no Waku Waku Circus! (Pico; 1997) — Sound Effects, Sound Director
- Advanced World War: Sennen Teikoku no Koubou (Saturn; 1997) —  Música y efectos sonoros
- Peter Pan Neverland e Ikou! (Pico; 1997) — Director de sonido
- Sakura Taisen 2: Kimi, Shinitamou Koto Nakare (Saturn; 1998) —  Música y efectos sonoros
- Sonic Adventure (Dreamcast; 1999) — Efectos sonoros
- Atsumare! Guru Guru Onsen (Dreamcast; 1999) —  Música y efectos sonoros
- Sonic 3D: Flickies' Island (Saturn; 1996) — Mención especial[19]
- Eternal Arcadia (Dreamcast; 2000) —  Música y efectos sonoros [20]
- Daytona USA 2001 (Dreamcast; 2000) — Compositor
- Sonic Advance (Game Boy Advance; 2001) — Efectos sonoros[21]
- Skies of Arcadia (GameCube; 2002) —  Música y efectos sonoros [20]
- Gunvalkyrie (Xbox; 2002) — Efectos sonoros
- Sakura Taisen 4: Koi Seyo, Otome (Dreamcast; 2002) —  Música y efectos sonoros
- Sonic Advance 2 (Game Boy Advance; 2002) — Efectos sonoros
- Drive Pico: Go Go! Car Navi Touring! (Pico; 2003) — Efectos sonoros
- Sonic Pinball Party (Game Boy Advance; 2003) — Efectos sonoros
- Sonic N (N-Gage; 2003) — Efectos sonoros
- Billy Hatcher and the Giant Egg (GameCube; 2003) — Mención especial
- Sonic Battle (Game Boy Advance; 2003) — Efectos sonoros
- Sonic Heroes (PlayStation 2 & GameCube; 2003) — Efectos sonoros
- Astro Boy (PlayStation 2; 2004) — Efectos sonoros
- Sonic Advance 3 (Game Boy Advance; 2004) — Efectos sonoros
- Dragon Treasure II (NAOMI; 2004) —  Efectos sonoros
- Sonic Gems Collection (PlayStation 2 & GameCube; 2005) — Efectos sonoros
- Phantasy Star Universe (PlayStation 2 & Windows; 2006) — Efectos sonoros
- Sonic y los anillos secretos (Wii; 2007) — Efectos sonoros
- Phantasy Star Universe: Ambition of the Illuminus (PlayStation 2; 2007) — Efectos sonoros
- NiGHTS: Journey of Dreams (Wii; 2007) — Música y efectos sonoros
- Valkyria Chronicles (PlayStation 3; 2008) — Efectos sonoros
- Sonic Unleashed (PlayStation 3 & Xbox 360; 2008) — Efectos sonoros
- Yakuza 3 (PlayStation 3; 2009) — Efectos sonoros
- Sonic y el caballero negro (Wii; 2009) — Efectos sonoros
- Mario & Sonic en los Juegos Olímpicos de Invierno (Wii; 2009) — Efectos sonoros
- J.League Pro Soccer Club o Tsukurou! 6: Pride of J (PlayStation Portable; 2009) —  Música y efectos sonoros
- Phantasy Star Portable 2 (PlayStation Portable; 2009) — Efectos sonoros
- Yakuza 4 (PlayStation 3; 2010) — Efectos sonoros
- Mario & Sonic en los Juegos Olímpicos London 2012 (Wii; 2011, Nintendo 3DS & Wii U; 2012) — Efectos sonoros
- Rhythm Thief & the Emperor's Treasure (Nintendo 3DS; 2012) — Efectos sonoros
- Dengeki Bunko Fighting Climax (PlayStation 3; 2014) —  Música y efectos sonoros
- Mario & Sonic en los Juegos Olímpicos Río 2016 (Wii U; 2016) — Efectos sonoros
- Puyo Puyo Chronicle (Nintendo 3DS; 2016) — Efectos sonoros
- Sonic Forces (PlayStation 4; 2017) — Editor de diálogos
- Sonic Superstars (PlayStation 4 & PlayStation 5; 2023) — Compositor

### Bandas sonoras
En la siguiente lista, Maeda aparece entre los autores mencionados en su composición.
- Sonic Adventure "Digi-LOG Conversation" CD; 1999) - Como mención especial[22]
- Eternal Arcadia Original Sound Track (CD; 2000) - Como compositor [20]
- The Very Best of Sega (CD; 2004) - Como compositor[23]
- Dragon Force Complete Album (CD; 2005) - Como compositor
- Golden Axe The Music (CD; 2008) - Como comentador[24]
- Phantasy Star Portable 2 Banda sonora original: Wings of Universe (CD; 2010) - Como mención especial
- Skies of Arcadia Eternal Soundtrack (CD; edición 2019)  - Como compositor
- Sonic Adventure DX: Director's Cut (2003) — Sound Effects (Sonic Adventure Original Staff)
- Tian Xing: Swords of Destiny (2005) - Como director de sonido
- Sega Ages 2500 Series Vol. 18: Dragon Force (2005) - Como compositor
- Yakuza: Dead Souls (2011) - Como producción de efecto sonoro